# San Mauro di Saline
San Mauro di Saline é uma comuna italiana da região do Vêneto, província de Verona, com cerca de 568 habitantes. Estende-se por uma área de 11,09 km², tendo uma densidade populacional de 52 hab/km². Faz fronteira com Badia Calavena, Roverè Veronese, Tregnago, Velo Veronese, Verona.

## Demografia
| Variação demográfica do município entre 1861 e 2011                               |
|                                                                                   |
| Fonte: Istituto Nazionale di Statistica (ISTAT) - Elaboração gráfica da Wikipedia |